# Ryōhei Okazaki
Ryōhei Okazaki (japanisch 岡﨑 亮平 Okazaki Ryōhei; * 25. April 1992 in Atsugi) ist ein japanischer Fußballspieler.

## Karriere
Okazaki erlernte das Fußballspielen in der Jugendmannschaft von Shonan Bellmare und der Universitätsmannschaft der Chūō-Universität. Seinen ersten Vertrag unterschrieb er 2015 bei seinem Jugendverein Shonan Bellmare. Der Verein spielte in der höchsten Liga des Landes, der J1 League. Im Juni 2015 wurde er an den Zweitligisten Roasso Kumamoto ausgeliehen. 2016 kehrte er zu Shonan Bellmare zurück. Am Ende der Saison 2016 stieg der Verein in die zweite Liga ab. 2017 wurde er mit dem Verein Meister der Liga und stieg wieder in die erste Liga auf. 2018 gewann er mit dem Verein den J.League Cup. Für den Verein absolvierte er fünf Ligaspiele. 2019 wechselte er zum Zweitligisten FC Ryūkyū. Am Ende der Saison 2022 belegte Ryūkyū den vorletzten Tabellenplatz und musste in die dritte Liga absteigen. Nach dem Abstieg verließ er den Verein und schloss sich im Januar 2023 dem Zweitligisten Tochigi SC an. Für den Verein aus Utsunomiya bestritt er 24 Ligaspiele. Nach einer Spielzeit wechselte er im Januar 2024 zum Zweitligisten Blaublitz Akita.

## Erfolge
Shonan Bellmare
- Japanischer Zweitligameister: 2017
- Japanischer Ligapokalsieger: 2018